# Erythrogonys cinctus
Erythrogonys cinctus là một loài chim trong họ Charadriidae. Loài này có thân dài 17–20 cm, sải cánh dài 33–38 cm. Phạm vi phân bố gồm lục địa Úc, Papua New Guinea, và Indonesia, và một số cá thể hiện diện ở Tasmania, Palau và New Zealand.
Thức ăn của nó gồm arthropoda, mollusca, annelida và hạt cây.
Chúng sinh sản từ tháng 10 đến tháng 1 dù chúng có thể xây tổ trong các tháng khác nếu các điều kiện nước phù hợp.